# Bracon irkutensis
Bracon irkutensis är en stekelart som beskrevs av Telenga 1936. Bracon irkutensis ingår i släktet Bracon och familjen bracksteklar. Inga underarter finns listade.